# Gary Bergman
Pour les articles homonymes, voir Bergmann.
Gary Gunnar Bergman (né le 7 octobre 1938 à Kenora, dans la province de l’Ontario au Canada) est un joueur de hockey sur glace.

## Carrière
Après avoir joué dans la Western Hockey League aux Warriors de Winnipeg, puis dans la Ligue américaine de hockey, Bergman rejoint les rangs de la Ligue nationale de hockey en 1964 avec les Red Wings de Détroit. Il y fait l'essentiel de sa carrière et devient même un temps le capitaine de l’équipe, au cours de la saison 1973-1974.
Il s'engage en 1973 avec les North Stars du Minnesota pour y jouer une saison.
Il retrouve ensuite les Red Wings de Détroit qu'il quitte l'année suivante pour finir sa carrière, en 1976, aux Scouts de Kansas City.
Il a marqué 367 points (68 buts et 299 passes) en 838 matchs de LNH.
Il est mort le 8 décembre 2000.